# Wapen van Den Helder

Wapen van de gemeente Den Helder

Het wapen van Den Helder is het heraldische wapen van de Noord-Hollandse gemeente Den Helder.

## Geschiedenis
Het  wapen van Den Helder is gebaseerd op het wapen van het baljuwschap Huisduinen waartoe Den Helder behoorde. Het wapen van Huisduinen was een afgeleide van het wapen van de graven van Egmond, zij waren van de 13e tot de 17e eeuw de heren van het baljuwschap Huisduinen. Het wapen is op 20 juni 1816 door de Hoge Raad van Adel officieel toegekend aan de gemeente Den Helder.

## Blazoen
De beschrijving van het wapen van Den Helder luidt als volgt: "Van keel beladen met 3 kepers en gedekt met een kroon, alles van goud."
Dit houdt in dat het schild rood is met drie kepers van goud. De kroon, een gravenkroon, is ook van goud en telt een hele en twee halve bramenbladeren. Tussen de bladeren in zijn twee parels gevestigd. In de rand bevinden zich nog twee smaragden en drie robijnen.

## Verwante wapens

wapen van het huis Egmont
Het wapen van de gemeente Egmond
Het wapen van Egmond aan Zee
Het wapen van Egmond-Binnen
Het wapen van Langedijk
Het wapen van Maassluis
Het  oude wapen van Maassluis
Het wapen van Oud-Beijerland
Het  oude wapen van Oud-Beierland
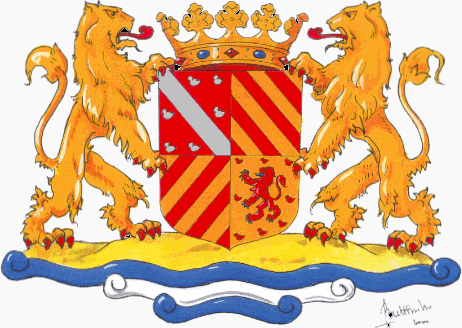
Het voor de gemeente Bergen voorgestelde wapen met in twee delen het wapen van Egmond.
Het uiteindelijk verleende wapen van Bergen met de kepers van Egmond.
Teding van Berkhout

## Trivia
- Van de NS-locomotieven van de 1800-serie had de inmiddels gesloopte locomotief 1853 het wapen van Den Helder op de zijkanten staan.